# Сан-Франсиско-дель-Оро
Сан-Франсиско-дель-Оро (исп. San Francisco del Oro) — посёлок в Мексике, штат Чиуауа, входит в состав одноимённого муниципалитета и является его административным центром. Численность населения, по данным переписи 2010 года, составила 4249 человек.

## История
Поселение было основано в 1658 году как рабочий посёлок при золотом руднике, который был открыт в 1656 году Франсиском Молина. В названии San Francisco del Oro отражено имя основателя в покровителе Святом Франциске, а также добываемое здесь золото — Oro.